# Leon Gecow
Leon Gecow pseud. Paweł, Konrad (ur. 14 stycznia 1911 w Zduńskiej Woli, zm. 30 kwietnia 1952 w Warszawie) – lekarz, działacz komunistyczny, pułkownik WP.
Syn Samuela, dyrektora fabryki włókienniczej, 1930–1936 studiował medycynę na uniwersytetach w Pradze i Zurychu, w 1931 wstąpił do KPZB, przez 2 miesiące był więziony na Łukiszkach w Wilnie. Działacz młodzieżówek komunistycznych na uniwersytetach, KPCz i Komunistycznej Partii Szwajcarii. Od 1937 lekarz-wolontariusz w publicznym szpitalu miejskim w Łodzi-Radogoszczy. W 1938–1939 na łamach lwowskich „Sygnałów” publikował artykuły polityczne i filozoficzne. 
Po klęsce wrześniowej 1939 był lekarzem w szpitalu dla polskich jeńców w Łodzi, potem przeniósł się do zajętego przez Armię Czerwoną Białegostoku, gdzie XI 1939 został naczelnikiem stacji dezynfekcyjnej, a VI 1940 został kierownikiem rejonowego ambulatorium w Poczajowie. 
Od VI 1941 oficer-lekarz Armii Czerwonej, ordynator szpitala ewakuacyjnego, młodszy lekarz pułku, ordynator szpitala polowego, szef oddziału i zastępca komendanta szpitala polowego. Współpracownik pisma „Nowe Widnokręgi”. Od lutego 1944 lekarz w sztabie 1 Korpusu, w kwietniu 1944 został zastępcą komendanta Polowego Punktu Ewakuacyjnego Nr 1 1 Armii ds. polityczno-wychowawczych, od września 1944 był komendantem Polowego Punktu Ewakuacyjnego nr 3 2 Armii. 
Od marca 1945 szef Wydziału I Szefostwa Służby Zdrowia 2 Armii, od września 1945 kierownik sekcji szkoleniowej, od listopada 1945 szef Wydziału IV Departamentu Służby Zdrowia MON, od maja 1946 w stopniu pułkownika. Od maja 1947 delegat MON ds. PCK. Od września 1948 dyrektor Biura Wojskowego Ministerstwa Zdrowia. Publikował artykuły na łamach „Odrodzenia”, polemizując z pozycji marksistowskich z publicystami PPS. 
25 lipca 1949 aresztowany w sprawie Noela i Hermana Fieldów i 16 kwietnia 1952 skazany na 15 lat więzienia. Wkrótce potem zmarł. Pochowany na cmentarzu Powązki Wojskowe w Warszawie (kwatera H-9-2).
Był odznaczony m.in. Krzyżem Srebrnym Orderu Virtuti Militari i Orderem Krzyża Grunwaldu III klasy.